# Brachygrammatella perplexa
Brachygrammatella perplexa är en stekelart som först beskrevs av Alexandre Arsène Girault 1915.  Brachygrammatella perplexa ingår i släktet Brachygrammatella och familjen hårstrimsteklar. Inga underarter finns listade.